# 小南正太郎、家から出るをはじめました。
『小南正太郎、家から出るをはじめました。』（こみなみしょうたろう、いえからでるをはじめました。）は、いちかわ暖による日本の漫画作品。スクウェア・エニックスの『月刊ビッグガンガン』にて2013Vol.07から2014年Vol.11まで連載。また、同社のウェブコミック配信サイト『ガンガンONLINE』にて『小南正太郎、家から出るをはじめました。〜先生と一緒〜』のタイトルで毎月第4週更新で2013年7月18日更新分から2014年10月23日更新分まで連載された。

## あらすじ
「人間失格」しないために数ヵ月ぶりに家から出た小南正太郎。彼は「ひとりぼっち」+「臆病者（チキン）」+「人見知り」=ぼっチキン人。ひょんなことから脱「ぼっチキン人」を目指すバイトを始めることに。雇い主の北園先生が「ぼっチキン人」をネタにしようと目論む漫画家だとは知らずに。

## 登場人物
小南 正太郎（こみなみ しょうたろう）
主人公。作中のぼっチキン人。山梨県出身。22歳。長身痩躯で私服はダサい、もやしっ子。普段はジャージに北園がデザインしたシャツを着ている。
幼少から本の虫で、そのせいで友達ができず学校を卒業しても引きこもり気味であったが花東のスカウトを切っ掛けに北園と出会い採用される。
彼が漫画家であることは知らず、心理学者と思い込んでいる。根っからの善人で、気が弱いものの努力家な面はある。ときに奇声を発する。
子供の頃に叔父の漫画を手伝っていた経験があり、背景などの絵は上手い（人物は駄目）。
北園 大我（きたぞの たいが）
人気のギャグ漫画家。喫煙者。24歳。「ぼっチキン人」を題材にした漫画を描くべく小南を雇った。
イケメンでオレ様気質。友人関係は広く浅いタイプ。仕事は西田に頼り気味でサボったせいで締め切りに追われることも多々ある。
小南に理想の「ぼっチキン人」を求めており、からかったりシビアな物言いをしたりするときもあるが彼なりに愛着はあり、嫌われていると思ったときは激しく動揺する一面も。
西音寺とは犬猿の仲で小南のストーカーと誤解されている。高所恐怖症。実家はお手伝いが十人もいる程の金持ちで金銭感覚がズレている。
花東 スミレ（かとう スミレ）
北園を担当する雑誌編集者。
小南をスカウトした人物。かわいい美人。常識人であるものの、かなりの天然。彼女の発言をきっかけに事態の悪化を辿ることもある。ギャグが好き。酷い絡み酒で後日記憶も失う。
西田
北園が雇っているアシスタント。ぽっちゃり体型であるが2年前は好青年だった。気苦労が多くストレス解消するべく食べ続けた結果、太った過去を持つ。花東に惚れている。
新人アシスタント。
北園が雇っているアシスタント。名前は不明。優等生風で大人しい。西田より登場回数は少なめ。
西音寺（さいおんじ）
テレビでも活躍している美人オネエ料理人。小柄だが身体能力は非常に優秀。小南を「こみたん」と呼んでいる。
実はビジネスのためオネエを装っているだけで、趣味趣向はノーマルだったが、料理教室で小南に救われたことで彼に本気で惚れる。偶然の思い込みで北園をストーカー、西田を女と勘違いしており小南を守るべく奮闘する。
猫栗
花東が担当している漫画家。作中2人目のぼっチキン人で外見は中学生版小南。原稿が終わらずよく休載する有名人で他人と会話するときは愛猫マロンに腹話術をさせている。25歳。
たまちゃん
花東の上司。編集長。常に笛を持ち歩いているヤクザ風の男性。
実は小南の行方不明の伯父。昔から小南を溺愛し、ある誤解から旅に出て編集者になった過去を持つ。甥の小南には病的なまでに甘い。元は漫画家志望。本名不明。

## 単行本
- いちかわ暖 『小南正太郎、家から出るをはじめました。』 スクウェア・エニックス〈ビッグガンガンコミックス〉、全3巻
  1. 2013年11月25日発売 ISBN 978-4-7575-4150-4
  2. 2014年7月25日発売 ISBN 978-4-7575-4319-5
  3. 2014年12月25日発売 ISBN 978-4-7575-4521-2